# LG 옵티머스 L7
LG 옵티머스 L7(LG Optimus L7)은 2012년 2월 모바일 월드 콩그레스 2012에서 공개되고, LG전자에서 2012년 7월에 출시한 보급형 안드로이드 스마트폰이다.
LG 옵티머스 시리즈의 G/뷰/L/F 라인 중 L라인으로 보급형 3G 모델이며, 그중 미들엔드급 모델이다.

## 연혁
- 2012년 2월 : 모바일 월드 콩그레스 2012에서 제품 공개
- 2012년 7월 : 제품 출시

## 색상
- 블랙
- 화이트
- 핑크

## 같이 보기
- LG 옵티머스 L3
- LG 옵티머스 L5
- LG 옵티머스 L9